# Deutsche Bibelgesellschaft

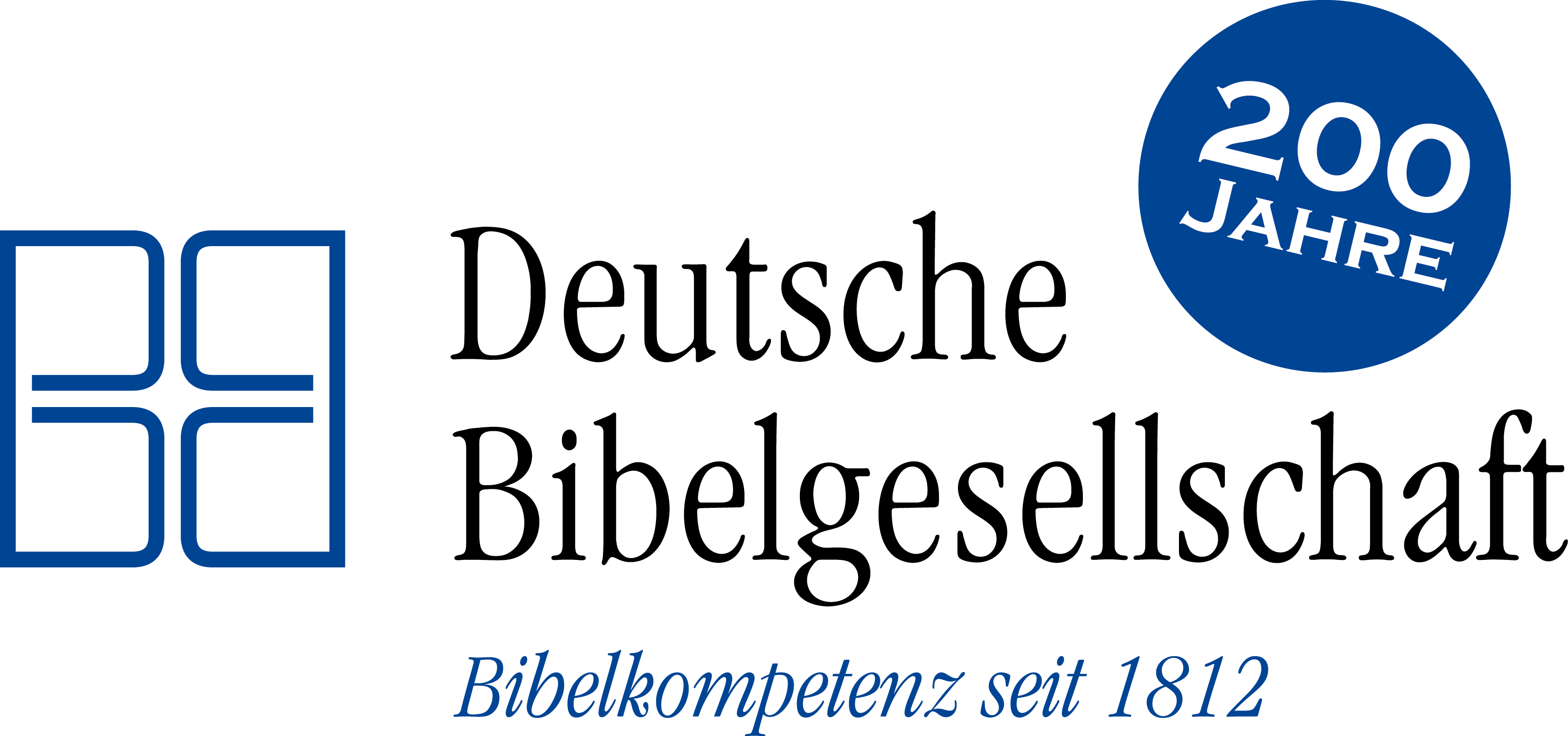
Das Jubiläumslogo der Deutschen Bibelgesellschaft im Jahr 2012 anlässlich des 200-jährigen Bestehens

Die Deutsche Bibelgesellschaft (DBG) ist eine evangelische kirchliche Stiftung öffentlichen Rechts, die verlegerisch und bibelmissionarisch arbeitet.

## Geschichte
Ab dem Jahr 1812 bildeten sich in Deutschland zahlreiche kleine und große Bibelgesellschaften. Die erste davon war die Württembergische Bibelanstalt, Vorläuferin der Deutschen Bibelgesellschaft. Im Jahr 1948 wurde der „Verband der Evangelischen Bibelgesellschaften in Deutschland e. V.“ gegründet. Der Verband war von Anfang an Mitglied im Weltverband der Bibelgesellschaften. Der Verband gab von 1957 bis 1987 das Jahrbuch Die Bibel in der Welt heraus.
Am 30. Oktober 1953 wurde in Berlin die Arbeitsgemeinschaft der evangelischen Bibelgesellschaften in Berlin und in der Deutschen Demokratischen Republik gegründet. Vorsitzender wurde Präses Werner Rautenberg, Greifswald; Generalsekretär Pastor Kurt Zabel, Potsdam.
Im Jahr 1965 schlossen sich in der Bundesrepublik Deutschland mehrere selbständige regionale Bibelgesellschaften zum Evangelischen Bibelwerk zusammen. Das Bibelwerk veröffentlichte von 1965 bis 1967/68 die Handreichung Weltweite Mission. Handreichung zum Sonntag der Welt-Bibel-Hilfe. Diese Handreichung erschien in Wuppertal-Barmen, dem Sitz der Geschäftsstelle des Evangelischen Bibelwerks. 1975 rief das Evangelische Bibelwerk unter der Leitung seines Generalsekretärs Siegfried Meurer die Aktion Weltbibelhilfe ins Leben und begann damit, systematisch Spenden für weltweite Bibelprojekte des Weltverbandes zu sammeln.
Unabhängig davon entstand 1975 die Deutsche Bibelstiftung durch Fusion der Württembergischen Bibelanstalt in Stuttgart (der ältesten und größten deutschen Bibelanstalt) mit der kleineren Cansteinschen Bibelanstalt in Westfalen. 1981 entstand aus dem Evangelischen Bibelwerk und der Deutschen Bibelstiftung, die bis dahin zusammen die Aufgaben eines Bibelverlags für Deutschland wahrgenommen hatten, die Deutsche Bibelgesellschaft (DBG). Nach und nach schlossen sich die meisten anderen deutschen Bibelgesellschaften diesem Gemeinschaftsprojekt an, zuletzt 1991 die der ehemaligen DDR.
Sitz der DBG ist das Bibelhaus der ehemaligen Privilegierten Württembergischen Bibelanstalt in Stuttgart-Möhringen, wo auch die heutige lokale Abteilung der Württembergischen Bibelgesellschaft (Nachfolgerin der Württembergischen Bibelanstalt) untergebracht ist. Die Geschichte geht damit historisch bis ins Jahr 1812 zurück, weswegen die Deutsche Bibelgesellschaft 2012 ihr 200. Jubiläum beging.

## Verlagsprogramm
Als Verlag hat die DBG mehr als 700 Bücher und andere Medien im Programm, davon 300 Bibelausgaben. Jedes Jahr verbreitet die Bibelgesellschaft mehr als 400.000 Bibeln, vor allem die Bibelübersetzungen der Bibel nach Martin Luther und die moderne Gute Nachricht Bibel. Die Bibelgesellschaft verlegt die weltweit akzeptierten Grundtexte für die Bibelübersetzung: die Biblia Hebraica Stuttgartensia sowie das Novum Testamentum Graece und das Greek New Testament. Zum Programm gehören außerdem Kinderbibeln, Computerbibeln und andere Medien mit Bezug zur Bibel.
Im Internet abrufbar ist zudem Das wissenschaftliche Bibellexikon im Internet (WiBiLex), ein von Fachwissenschaftlern erstelltes Bibellexikon.

## Bibelmission
Die Förderung der Bibelmission ist die zweite wesentliche Aufgabe, die sich die Deutsche Bibelgesellschaft in ihrer Satzung gegeben hat. Ziel der Stiftung ist es vor allem, Menschen die Bibel zugänglich zu machen. Wurde dies in der Vergangenheit vor allem als Auftrag zur Bibelverbreitung gesehen, ist es dem Verein heute wichtig, den Menschen in Deutschland neue Zugänge zur Bibel zu erschließen. Dies wird von 19 Bibelzentren regionaler Bibelgesellschaften angestrebt.
Zusammen mit 137 anderen Bibelgesellschaften weltweit hat sich die DBG die Übersetzung, Herstellung und Verbreitung der Heiligen Schrift zur Aufgabe gemacht. Es wird angestrebt, dass die Bibel allen Menschen in ihrer Muttersprache zu einem erschwinglichen Preis zur Verfügung steht. Seit 1975 unterstützt die Gesellschaft durch die Aktion Weltbibelhilfe entsprechende Projekte in ärmeren Ländern durch Spenden aus Deutschland.

## Organisation
Die Stiftungsorgane sind die Vollversammlung, der Verwaltungsrat und die Geschäftsführung. Die Grundsätze und Richtlinien für die Arbeit der Deutschen Bibelgesellschaft legt die Vollversammlung fest. Mitglieder der Vollversammlung sind Vertreter von 25 regionalen Bibelgesellschaften, 14 Freikirchen und christlichen Werken sowie Einzelpersonen.
Der Aufsichtsrat ist verantwortlich für die Erfüllung der Aufgaben der Stiftung und überwacht die Tätigkeit der Deutschen Bibelgesellschaft. Mitglieder des Aufsichtsrates sind der Vorsitzende, zwei stellvertretende Vorsitzende sowie bis zu 16 weitere Mitglieder. Vorsitzender des Aufsichtsrats ist Thorsten Latzel, Präses der Evangelischen Kirche im Rheinland.
Die Geschäftsführung ist das ausführende Organ der Stiftung. Christoph Rösel ist Generalsekretär der Deutschen Bibelgesellschaft.
Die Stiftung ist Mitglied der Arbeitsgemeinschaft Missionarische Dienste der EKD.

### Regionale Bibelgesellschaften
- Anhaltische Bibelgesellschaft (1818)[9]
- Badische Landesbibelgesellschaft (1820)[10]
- Bayerischer Zentralbibelverein (1823)[11]
- Bibelgesellschaft Kurhessen-Waldeck (1818)[12]
- Bibelwerk Rheinland, Wuppertal (1814)[13]
- Braunschweiger Bibelgesellschaft (1815)[14]
- Bremische Ev. Bibelgesellschaft (1815)[15]
- Eutiner Bibelgesellschaft (1816)
- Frankfurter Bibelgesellschaft (1816)
- Göttinger Bibelgesellschaft (1818)[16]
- Hannoversche Bibelgesellschaft (1814)
- Leipziger Bibelgesellschaft (1813)
- Lippische Bibelgesellschaft (1816)[17]
- Lübecker Bibelgesellschaft (1814)
- Mecklenburgische und Pommersche Bibelgesellschaft (2013)
- Mitteldeutsches Bibelwerk (1995)[18]
- Neue Hamburger Bibelgesellschaft (2020)
- Oldenburgische Bibelgesellschaft (1977)[19]
- Osnabrücker Bibelgesellschaft[20]
- Ostfriesische Bibelgesellschaft (1838)[21]
- Pfälzischer Bibelverein (1915)[22]
- Sächsische Haupt-Bibelgesellschaft (1814)[23]
- Schleswig-Holsteinische Bibelgesellschaft (1815)
- Stader Bibel- und Missionsgesellschaft (1832)[24]
- v. Cansteinsche Bibelanstalt in Berlin (2005)[25]
- v. Cansteinsche Bibelanstalt in Westfalen (1951)[26]
- Württembergische Bibelgesellschaft (1812)

### Vorsitzende des Aufsichtsrates
- 1981–1987: Eduard Lohse
- 1987–1999: Ako Haarbeck
- 1999–2009: Walter Klaiber
- 2009–2017: Johannes Friedrich
- 2017–2023: Annette Kurschus
- seit 2023: Thorsten Latzel

### Generalsekretäre
- 1981–1997: Siegfried Meurer
- 1997–2009: Jan A. Bühner[27]
- 2010–2012: Klaus Sturm[28]
- 2013: vakant
- seit 2014: Christoph Rösel

## Auszeichnungen
- 2017 erhielt die Deutsche Bibelgesellschaft und die Agentur „Gute Botschafter“ für ihre Schmuckschuber-Edition der überarbeiteten Luther-Bibel den Red Dot Design Award.[29]

## Veröffentlichungen
- Robert Steiner (Hrsg.): Die Bibel in der Welt. Jahrbuch des Verbandes der Evangelischen Bibelgesellschaften in Deutschland, 1957–1989, 22 Ausgaben.[30]
- Robert Steiner (Hrsg.): Die Bibel in der Welt. Jahrbuch des Verbandes der Evangelischen Bibelgesellschaften in Deutschland, Band 11, Witten und Berlin 1968; darin u. a.:
  - Oliver Béguin: Die Bibel in der Mission der Kirche, S. 27–39.
  - Gerhard Voß: Das Bibelwerk in Mecklenburg – sein Ursprung und seine Entwicklung, S. 79–93 (online auf pkgodzik.de).
  - Oskar Söhngen: Das Evangelische Bibelwerk, S. 102–115.
  - Robert Steiner: Die Bibel in der Welt, S. 116–180.
  - Inhaltsverzeichnis zu den bisher erschienenen Bänden des Jahrbuchs „Die Bibel in der Welt“, S. 222–236 (darunter: ausführliches Verzeichnis der Veröffentlichungen zu den Bibelgesellschaften in Deutschland, S. 226 f. und 235 f.)